# Carex chosenica
Espèce
Classification phylogénétique
Carex chosenica est une espèce des plantes du genre Carex et de la famille des Cyperaceae.